# Kyūya Fukada
Kyūya Fukada (深田 久弥?, Fukada Kyūya; Kaga, 3 novembre 1903 – Monte Kaya, 21 marzo 1971) è stato un alpinista e scrittore giapponese, noto per essere l'autore del Nihon Hyaku-meizan.

## Biografia
Nato nell'attuale Kaga, Fukada frequentò la scuola secondaria Fukui Kenritsu Fujishima Kōtō Gakkō e poi l'università imperiale di Tokyo, ove studiò letteratura.
Durante quel periodo divenne amico dei poeti Tatsuo Hori e Jun Takami.
Sempre durante il periodo scolastico si appassionò di alpinismo, entrando nel club alpino della sua scuola. Alla sua passione per la montagna si deve il suo pseudonimo letterario Kyusan, ovvero "Nove montagne".
Durante i suoi studi universitari iniziò a scrivere brevi racconti e conobbe la poetessa Yaho Kitabatake, di cui si innamorò.
Nel 1932 pubblicò Asunarao che fu, insieme al suo precedente lavoro Orokko, stroncato dai critici letterari Hideo Kobayashi e Yasunari Kawabata dato che lo accusarono di aver plagiato la compagna Kitabatake. Tale evento danneggiò il prosieguo della sua carriera di scrittore.
Nel marzo 1940 sposò la Kitabatake ma già nel maggio 1941 iniziò a frequentare il suo primo amore, Koba Shigeko, sorella di Mitsuo Nakamura, da cui ebbe un figlio nell'agosto 1942.

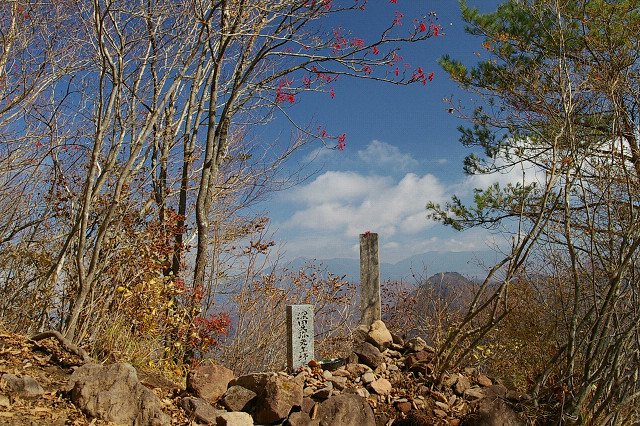
Monumento funebre dedicato a Fukada sul monte Kaya.

Dopo questi eventi entrò nell'Esercito Imperiale Giapponese, e dislocato sul fronte cinese durante la seconda guerra sino-giapponese. Ritornò in patria nel 1946, ove divorziò dalla moglie per stare con Shigeko.
Dopo anni di difficoltà economiche ed inattività letteraria, su suggerimento di Hideo Kobayashi, anch'egli appassionato alpinista, scrisse tra il 1959 ed il 1963 il Nihon Hyaku-meizan, ovvero 100 famose montagne del Giappone.
Nel 1968 divenne il vicepresidente del Club Alpino Giapponese.
Nel 1966 e nel biennio 1969/1970 viaggiò nei territori dell'Asia centrale tra URSS e Cina, esplorando le montagne della via della seta.
Fukada morì a causa di un'emorragia cerebrale nel marzo 1971 presso la cima del monte Kaya.
Il 1º luglio 2003 fu dedicato a Fukada un francobollo commemorativo.

## Opere
- Orokko
- Asunarao, 1932
- Nihon Hyaku-meizan, 1964